# Malomîkolaiivka, Petropavlivka
Malomîkolaiivka (în ucraineană Маломиколаївка) este un sat în comuna Petrivka din raionul Petropavlivka, regiunea Dnipropetrovsk, Ucraina.

## Demografie
Componența lingvistică a localității Malomîkolaiivka
     Ucraineană (93,94%)
     Rusă (6,06%)
Conform recensământului din 2001, majoritatea populației localității Malomîkolaiivka era vorbitoare de ucraineană (93,94%), existând în minoritate și vorbitori de rusă (6,06%).